# Stadion Parken
Parken stadion je nogometni stadion u Kopenhagenu na kojemu svoje domaće utakmice igraju F.C. København (koji je i vlasnik stadiona) i danska nogometna reprezentacija. Izgrađen je 1992. godine. Kapacitet stadiona je 34.000 mjesta.
Parken je izgrađen na mjestu nekadašnjeg nacionalnog stadiona, Idrætsparkena. Posljednja je utakmica na starom stadionu odigrana 14. studenoga 1990. između Danske i Jugoslavije. Parken je otvoren 9. rujna 1992. prijateljskom utakmicom između domaćina i Njemačke. Utakmica je bila repriza finala Europskog prvenstva par mjeseci prije, kada je Danska u Švedskoj senzacionalno osvojila naslov prvaka Europe.
Na stadionu su igrana i dva finala europskih klupskih natjecanja: finale Kupa pobjednika kupova 1994. (Arsenal - Parma 1:0) i finale Kupa UEFA 2000. (Galatasaray – Arsenal 0:0, 4:1 jed.)
Rekord stadiona postavljen je 2005. na utakmici Danska – Grčka i iznosi 42.099 gledatelja.
Osim nogometa, Parken je mjesto brojnih drugih događanja. Na stadionu je održana Pjesma Eurovizije 2001., kada je postavljen i pomični krov. Između ostalih, koncerte na Parkenu su imali DJ Tiësto, Depeche Mode,The Rolling Stones, Céline Dion, U2, George Michael, Eric Clapton, Pink Floyd, Metallica, Michael Jackson, Robbie Williams i Justin Timberlake.

## Vanjske poveznice
- Službena stranica (dan.)
- Parken na copenhagen.com  Arhivirana inačica izvorne stranice od 22. siječnja 2013. (Wayback Machine) (engl.) (šved.)